# Aurélio Miguel
Aurélio Fernández Miguel (São Paulo, 10 de marzo de 1964) es un deportista brasileño que compitió en judo.
Participó en tres Juegos Olímpicos de Verano entre los años 1988 y 1996, obteniendo dos medallas, oro en Seúl 1988 y bronce en Atlanta 1996. En los Juegos Panamericanos consiguió dos medallas en los años 1983 y 1987.
Ganó tres medallas en el Campeonato Mundial de Judo entre los años 1987 y 1997, y cinco medallas en el Campeonato Panamericano de Judo entre los años 1982 y 1997.

## Palmarés internacional
| Juegos Olímpicos        | Juegos Olímpicos              | Juegos Olímpicos  | Juegos Olímpicos |
| Año                     | Lugar                         | Medalla           | Categoría        |
| ----------------------- | ----------------------------- | ----------------- | ---------------- |
| 1988                    | Seúl (Corea del Sur)          | Medalla de oro    | –95 kg           |
| 1996                    | Atlanta (Estados Unidos)      | Medalla de bronce | –95 kg           |
| Campeonato Mundial      |                               |                   |                  |
| Año                     | Lugar                         | Medalla           | Categoría        |
| 1987                    | Essen (RFA)                   | Medalla de bronce | –95 kg           |
| 1993                    | Hamilton (Canadá)             | Medalla de plata  | –95 kg           |
| 1997                    | París (Francia)               | Medalla de plata  | –95 kg           |
| Juegos Panamericanos    |                               |                   |                  |
| Año                     | Lugar                         | Medalla           | Categoría        |
| 1983                    | Caracas (Venezuela)           | Medalla de plata  | –95 kg           |
| 1987                    | Indianápolis (Estados Unidos) | Medalla de oro    | –95 kg           |
| Campeonato Panamericano |                               |                   |                  |
| Año                     | Lugar                         | Medalla           | Categoría        |
| 1982                    | Santiago de Chile (Chile)     | Medalla de oro    | –95 kg           |
| 1988                    | Buenos Aires (Argentina)      | Medalla de oro    | –95 kg           |
| 1992                    | Hamilton (Canadá)             | Medalla de oro    | –95 kg           |
| 1996                    | San Juan (Puerto Rico)        | Medalla de oro    | –95 kg           |
| 1997                    | Guadalajara (México)          | Medalla de oro    | –95 kg           |